# Karl Heider

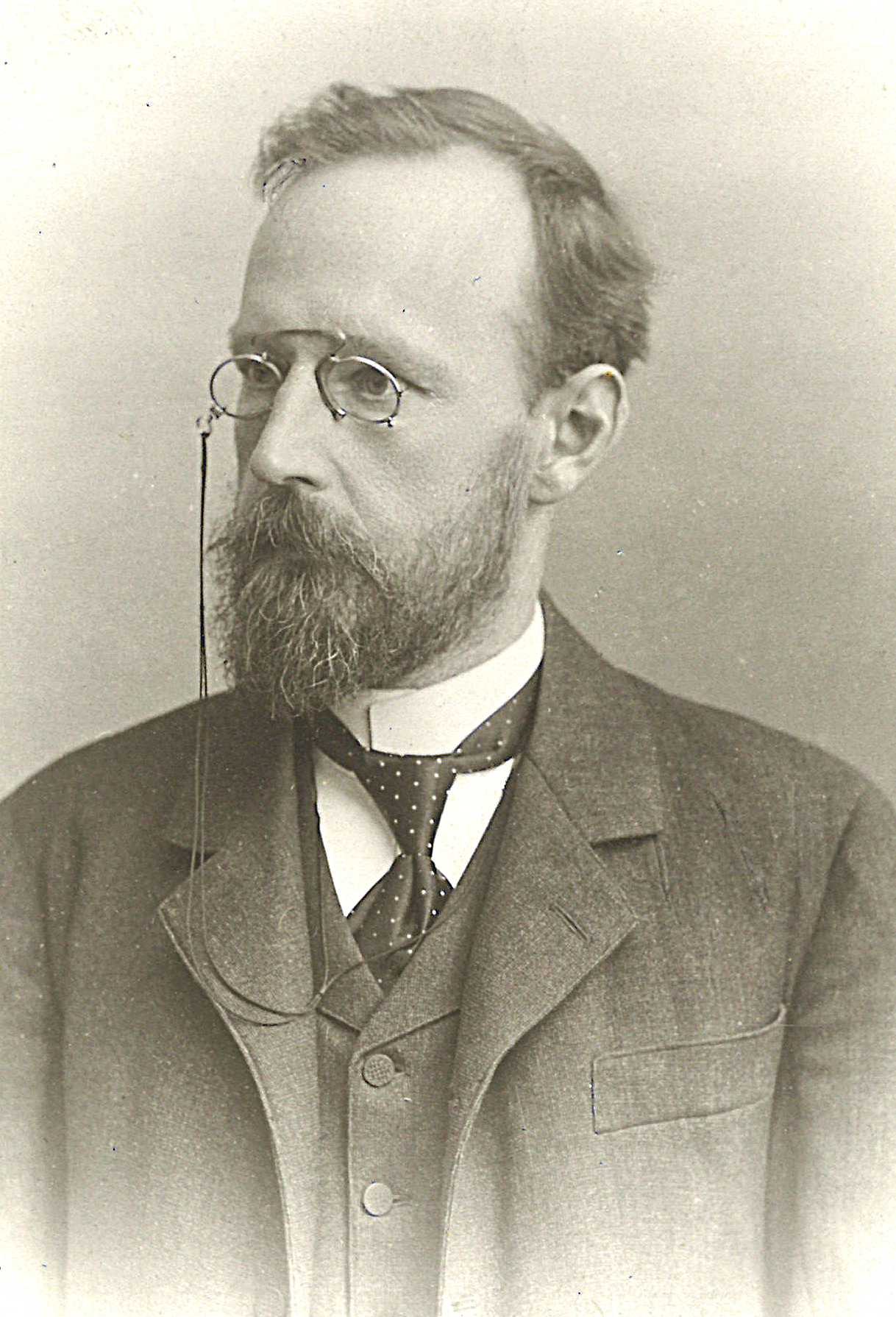
Karl Heider.

Karl Heider, född den 28 april 1856 i Wien, död den 2 juli 1935 i Deutschfeistritz, Steiermark, var en tysk-österrikisk zoolog. Han var son till Moriz Heider och släkting till Wilhelm von Haidinger.
Heider blev professor i zoologi vid Innsbrucks universitet 1894 och vid universitetet i Berlin 1918. Han var inom biologiska kretsar särskilt uppmärksammad för sina arbeten över de ryggradslösa djurens embryologi, nämligen Die Embryonalentwicklung von Hydrophilus piceus (1889) och Beiträge zur Embryologie von Salpa fusiformis Cuv (1895), samt för sin tillsammans med Korschelt utarbetade Lehrbuch der vergleichenden Entwicklungsgeschichte der wirbellosen Tiere (1890).